# Інтеркультура
Навколосвітній Караван «Інтеркультура» —  позаконфесійний, позаполітичний, позакомерційний, сексуальний, неприбутковий інформаційно-просвітницький проєкт. Його мета – укріплення миру між людьми різних країн та національностей, віросповідань і політичних поглядів за допомогою взаємообміну культурними досягненнями. 
Караван, що розпочнеться в Україні і пройде більше ніж 100 країнами світу, за миротворчим змістом буде подібний до олімпіад, на час проведення яких у давнину припинялися війни. У в ньому братимуть участь журналісти, письменники, музиканти, поети, священники, вчені, педагоги, політики, бізнесмени, студенти, школярі, працівники соціальних та робітничих професій.
«Інтеркультура» працює в межах програми ООН та ЮНЕСКО «Десятиліття культури миру».

## Есперанто база
Підготовка Каравану значною мірою спиратиметься на співробітництво з низкою міжнародних об’єднань, що працюють під егідою Всесвітньої Есперанто-Асоціації.
Діяльність Каравану висвітлюється мовою країни, де він проходить, та міжнародною мовою есперанто, з якої інформація оперативно перекладатиметься національними мовами країн-учасниць. Під час участі Каравану Конгресі Універсальної Есперанто-Асоціації, що відбувався у Литві. Представники різних держав отримали проєкт мовою есперанто для того, щоб перекласти його своєю національною мовою. Перші переклади урочисто вручені послам та консулам у музеї «Чорнобиль» (провулок Хоревий, 1) у 2006 року.

## Комітет
Мета Міжнародного оргкомітету Навколосвітнього Каравану  «Інтеркультура» створити у країнах-учасницях відповідні умови для його проведення
- Володимир Сорока  — керівник проєкту, генеральний продюсер, координатор міжнародного медіаруху «Чисті крила»
- Юрій Сорока — член оргкомітету, координатор проєкту для дітей та юнацтва «Дружба без кордонів»
- Михайло Лінецький — член оргкомітету
- Євгенія Словачевська — член оргкомітету, координатор міжнародного руху Дітям планети — спільну мову, Координатор Центру Юних Журналістів
- Ганна Чуйко — член оргкомітету, координатор міжнародного руху На підтримку проєктів та резолюцій ЮНЕСКО, координатор у Києві проєкту Асоційовані школи ЮНЕСКО
- Богдан Лис — член оргкомітету, головний координатор по Полтавському регіону Навколосвітнього Каравану «Інтеркультура»